# Ooh La La
«Ooh La La» es una canción pop interpretada por la cantante estadounidense Britney Spears, desprendida de la banda sonora Music from and Inspired by The Smurfs 2 (2013). Los compositores del tema fueron Dr. Luke, Ammo, Cirkut, Bonnie McKee, Jacob Kasher Hindlin, Lola Blanc y Fransisca Hall, mientras que sus productores fueron los tres primeros, quienes volvieron a trabajar con Spears, después de haber respaldado canciones de su séptimo álbum de estudio, Femme Fatale (2011). La cantante dedicó el tema a sus dos hijos, ambos menores de edad y a quienes considera como los dos mayores fanes de Los Pitufos. Aunque un demo se filtró en Internet el 16 de mayo de 2013, la canción se estrenó el 17 de junio.
Spears grabó el video musical del sencillo el 8 de junio de 2013, bajo la dirección de Marc Klasfeld, con quien trabajó por primera vez. El clip se estrenó el 11 de julio y cuenta con la aparición de los dos hijos de la cantante, quien interpreta el tema desde la aldea de The Smurfs. El video cuenta con 100 millones de reproducciones en YouTube

## Antecedentes
El 17 de abril, Spears confirmó que grabó «Ooh La La», la que formará parte de la banda sonora de la película Los Pitufos 2 a estrenarse el 31 de julio de 2013. Las grabaciones de la pista las realizó el 30 de enero de 2013, día en que anticipó que estaba en el estudio grabando una nueva canción para sus hijos. Los compositores fueron Dr. Luke, Ammo, Cirkut, Bonnie McKee, Jacob Kasher Hindlin, Lola Blanc y Fransisca Hall, mientras que la producción corrió a cargo de los tres primeros. Respecto a su rol, McKee declaró: «Fue un trabajo realmente divertido porque es para la película Los Pitufos 2, así que es para toda la familia, pero es Britney Spears, así que tiene que ser una canción de radio suya. Y ella es todo sobre sexo todo el día. Entonces, ¿a cuántas insinuaciones sexuales puedo llegar con ello sin que sean dolorosamente obvias como para que los padres se las tomen demasiado en serio? Fue un reto interesante».
| «[El tema] Es definitivamente pop puro y tiene un sentimiento muy joven. La razón principal por la que lo hice fue por mis hijos. Están obsesionados con los Pitufos. Hemos visto la película un millón de billones de veces. Se les dijo que podían estar en el video y todas esas cosas, así que esa es la razón por la que lo hice. Se trata de sentirse bien. Como cuando un chico te hace sentir mariposas en el estómago. Es más bien un sentimiento. Cuando como chocolate tengo esa sensación ooh la la». —Spears declaró que sus hijos fueron el motivo por el que aceptó grabar la canción. |

Spears además señaló en un comunicado: «Siempre he amado a los Pitufos, desde que era niña, y ahora mis hijos son los mayores fanes de la serie. [Así que] quería sorprenderlos con una canción en la película. ¡Sé que van a pensar que es Pitufástica!». Por otro lado, Raja Gosnell, director de la película, señaló: «Estoy muy emocionado de que Britney se haya unido a nuestra aventura pitufa. "Ooh La La" es la canción de fiesta Pitufa perfecta y el enganche perfecto en la película para la audiencia de alrededor del mundo». Previo a comunicarse una fecha de lanzamiento del tema, el que se transmitirá durante los créditos finales de la película, un demo se filtró en Internet el 16 de mayo. Al día siguiente, Spears aclaró a través de Twitter que se trataba solo de uno de los primeros demos y que la versión final sería lanzada el 16 de junio tanto en las radios como en iTunes. Pese al anuncio, el 13 de junio la cantante anunció que el sencillo sería estrenado durante la mañana del lunes 17 de junio en On Air with Ryan Seacrest de Z100, día en que además concedió una entrevista al programa por contacto telefónico.
Por otro lado, su lanzamiento masivo en las radios mainstream de los Estados Unidos se realizó el 25 de junio de 2013. El mismo día, Walmart puso a la venta un Sencillo en CD exclusivo y de edición limitada, que contiene a «Ooh La La» y a una canción llamada «Vacation» de G.R.L., grupo debutante creado por Dr. Luke. Posteriormente, McKee declaró: «Tengo que ser honesta. Realmente fui más que un médico en esa canción. La compusieron y luego vine y recompuse la letra. Era demasiado sexy y tenía que ser más Smurfy. Y más amigable para los niños. Pero también tenía que funcionar en la radio. Así que tuve que mantenerla de buen gusto, pero aun así tiene algo de ese "Ooh La La"».

## Composición
«Ooh La La» es canción electropop. Alexis L. Loinaz de E! Online la citó como una pista de la «Britney vintage», con un «giro de pop tartamudeado curiosamente populista», mientras que Melinda Newman de Hitfix la describió como «una canción de amor dulce, ligera y pequeña». La pista comienza como una canción de «pop puro» mezclado con electrónica y transiciona a un ritmo electroclash sobre el cual Spears «canta de forma hablada, similar al estilo de Kesha». A esto le sigue una sección conducida por una guitarra acústica que, según Newman, es un «esponjoso pop retro» similar al estilo que ocupó Madonna en la década de 1980. «Ooh La La» también cuenta con un puente de treinta segundos que está lleno de «voces revueltas y ritmos densos». Además, la «voz caprichosa» de Spears contiene «capas [propias] de una canción simple y pegadiza».

## Video musical
Spears rodó el video musical de «Ooh La La» el 8 de junio de 2013, bajo la dirección del estadounidense Marc Klasfeld, con quien trabajó por primera vez. El mismo día, publicó la primera captura del clip y catalogó de «increíble» su trabajo con Klasfeld, quien anteriormente había dirigido varios videos musicales, tales como «Girlfriend» de 'N Sync (2002), «Lose My Breath» de las Destiny's Child (2004) y «Last Friday Night (T.G.I.F.)» de Katy Perry (2011). El video de «Ooh La La» cuenta con la aparición de los dos hijos de Spears, quien interpreta el tema desde la aldea de The Smurfs. Al respecto, el 13 de junio Spears escribió: «¡El sueño de mis hijos se ha hecho realidad! Espera a ver el video de «Ooh La La». Nadie ama a The Smurfs más que mis hijos». Adicionalmente, el 28 de junio se publicó un video con la letra de «Ooh La La». El video se estrenó el 11 de julio. Para el 16 del mismo mes, el video ya había superado los diez millones de reproducciones en YouTube.

## Rendimiento comercial
En los Estados Unidos, «Ooh La La» debutó en el puesto número veintidós del conteo radial Pop Songs, según la edición del 6 de julio de 2013 de Billboard. De esta forma, registró el debut más alto de la edición y Spears archivó su segundo ingreso más alto en el conteo, después del debut número dieciséis que registró «Hold It Against Me» en enero de 2011. «Ooh La La» también fue el trigésimo primer sencillo de Spears en ingresar en el conteo, donde convirtió a la cantante en la segunda artista que ha hecho figurar más temas en los veinte años de historia del mismo, después de Rihanna, quien para entonces había figurado con treinta y seis sencillos en él, y tras superar un empate con Mariah Carey, quien contaba con treinta temas en el mismo. En la misma edición, debutó en el puesto número ochenta y cinco en la principal cartelera de éxitos del país, la Billboard Hot 100. Aunque en las dos semanas siguientes el tema experimentó dos descensos consecutivos en esta última lista, el estreno del video musical lo catapultó del puesto número noventa y cuatro al cincuenta y cuatro. Luego, en la edición del 3 de agosto de 2013, alcanzó el puesto número veintiuno en la lista Pop Songs. De este modo, vendió modestas 153 000 descargas en el país, hasta el 20 del mismo mes. Paralelamente, en Canadá se ubicó en el puesto número treinta y siete en la lista Canadian Hot 100, en Francia en el número setenta y tres, en Japón en el número cincuenta y cuatro en la lista Japan Hot 100 y en el Reino Unido en el número setenta y dos en la lista UK Singles Chart.

## Formatos
| Sencillo en CD exclusivo de Walmart |                        |          |  |
| N.º                                 | Título                 | Duración |  |
| 1.                                  | «Ooh La La»            | 4:17     |  |
| 2.                                  | «Vacation» (de G.R.L.) | 3:36     |  |

| Sencillo en CD alemán |                            |          |  |
| N.º                   | Título                     | Duración |  |
| 1.                    | «Ooh La La»                | 4:17     |  |
| 2.                    | «Ooh La La» (Instrumental) | 4:17     |  |

## Posicionamientos en listas

### Listas semanales
| País              | Lista             | Primera semana       | Posición debut | Mejor posición | Semanas en la mejor posición | Semanas en la lista | Última semana           | Ref.   |
| ----------------- | ----------------- | -------------------- | -------------- | -------------- | ---------------------------- | ------------------- | ----------------------- | ------ |
| América del Norte |                   |                      |                |                |                              |                     |                         |        |
| Canadá            | Canadian Hot 100  | 6 de julio de 2013   | 52             | 37             | 1                            | 9                   | 31 de agosto de 2013    | [ 26 ] |
| Estados Unidos    | Billboard Hot 100 | 6 de julio de 2013   | 85             | 54             | 1                            | 5                   | 3 de agosto de 2013     | [ 25 ] |
| Estados Unidos    | Digital Songs     | 6 de julio de 2013   | 68             | 68             | 1                            | 1                   | 6 de julio de 2013      | [ 31 ] |
| Estados Unidos    | Radio Songs       | 6 de julio de 2013   | 68             | 65             | 1                            | 5                   | 3 de agosto de 2013     | [ 32 ] |
| Estados Unidos    | Pop Songs         | 6 de julio de 2013   | 22             | 21             | 1                            | 7                   | 17 de agosto de 2013    | [ 24 ] |
| Estados Unidos    | Singles Sales     | 13 de julio de 2013  | 3              | 3              | 2                            | 13                  | 5 de octubre de 2013    | [ 33 ] |
| Asia              |                   |                      |                |                |                              |                     |                         |        |
| Japón             | Japan Hot 100     | 20 de julio de 2013  | 86             | 54             | 1                            | 6                   | 31 de agosto de 2013    | [ 29 ] |
| Europa            |                   |                      |                |                |                              |                     |                         |        |
| Alemania          | Top 100 canciones | 19 de agosto de 2013 | 86             | 86             | 1                            | 2                   | 8 de septiembre de 2013 | [ 26 ] |
| Francia           | Top 100 canciones | 29 de junio de 2013  | 73             | 73             | 1                            | 1                   | 29 de junio de 2013     | [ 28 ] |
| Hungría           | Top 10 canciones  | 5 de agosto de 2013  | 5              | 5              | 1                            | 2                   | 12 de agosto de 2013    | [ 34 ] |
| Reino Unido       | Top 75 canciones  | 4 de agosto de 2013  | 72             | 72             | 1                            | 1                   | 4 de agosto de 2013     | [ 26 ] |